# Aartsbroederschap van Sint-George
De Aartsbroederschap van Sint-George was een religieuze katholieke organisatie van priesters en leken. Zij vereerden Sint-George oftewel Sint-Joris de drakendoder, patroon van de ridders. Anders dan de verwante ridderorde, de Huisridderorde van de Heilige Georg was de aartsbroederschap behalve voor edellieden ook toegankelijk voor vrouwen, burgers en priesters.
De latere aartsbroederschap was in 1496 door de Beierse hertog Albrecht IV gesticht als een "Hofbruderschaft". De stichtingsceremonie vond plaats in de Frauenkirche in München. De hofbruderschaft werd in 1581 door Paus Gregorius XIII erkend. Dat betekende dat de hofbroederschap een lichaam onder kanoniek recht werd.
Na de instelling van de voor edellieden gereserveerde Huisridderorde van de Heilige Georg in 1729 werd de band tussen orde en aartsbroederschap in 1731 door Paus Clemens XII bevestigd.
Het versiersel van de aartsbroederschap, een kruis, werd door de leden altijd bij zich gedragen. Het kruis is een metalen pijlenkruis met op de armen de letters "S-G-M-CA" die staan voor "Sanctus Georgius Martyr Carolus Albertus". In de oksels van de vier armen zijn stralen gelegd. In het centrale medaillon op de voorzijde is Sint-Joris in gevecht met de draak te zien. Op de keerzijde is een achtpuntig kruis van Malta afgebeeld.
De kruisen zijn zeer zeldzaam. Een bewaard gebleven kruis uit het begin van de 18e eeuw is van goudkleurig brons en weegt 21,5 gram. De hoogte 50 millimeter en de breedte 45 millimeter. Op de uiteinden van de armen zijn barokke rocailles gelegd.